# Aprilia
Aprilia es un fabricante de motocicletas perteneciente al grupo industrial italiano Piaggio. Se fundó en el año 1945 y tiene su sede en Noale, región de Véneto, Italia. Al principio se dedicaba a la venta de scooters, pero luego pasó a desarrollar también motocicletas deportivas.
Los orígenes de Aprilia se remontan a la inmediata posguerra cuando en Noale, provincia de Venecia, el Caballero Alberto Beggio fundó una fábrica dedicada a la producción de bicicletas. 
1974 fue el año en el cual Ivano Beggio fue elegido presidente de Aprilia, y también el año en que nació la primera moto cross que fue confiada a título experimental a Maurizio Sgarzani, un piloto de la categoría cadetes que realizó buenos papeles en las primeras competencias.
En 1975 se presentó la primera moto Aprilia de carrera con claras intenciones de victoria. Como piloto se eligió a Iván Alborghetti, milanés que ya había demostrado su madera de campeón, y los resultados no se hicieron esperar. Los primeros éxitos deportivos ayudaron a dar a conocer la nueva marca italiana entre los apasionados y, con la venta de las "réplicas" de las RC y MX 125, el recién nacido departamento de carreras pudo incrementar su presupuesto con respecto al presupuesto asignado para la primera temporada.
En 1992, Aprilia fue la primera empresa que lanzó al mercado el primer escúter y la primera moto dos tiempos con escape catalítico, respectivamente: el Amico LK y la Pegaso 125, mientras que al año siguiente inició el desarrollo del primer scooter matriculado con motor de cuatro tiempos y cuatro válvulas.
En 1998, Aprilia entró de lleno en el sector de las motos de gran cilindrada y lanza el RSV mille, que se adjudicó rápidamente en los mercados de referencia el título de Moto del Año en 1999. 
Entre los modelos deportivos de Aprilia  podemos encontrar la RS en la modalidad de (50cc,125cc,250cc y 1000cc), desde 1993 este modelo deportivo es el más solicitado de esta marca. Noventa y nueve campeonatos mundiales adornan las vitrinas de Aprilia.
La empresa ha participado en el Campeonato Mundial de Motociclismo, en el Campeonato Mundial de Superbikes y en diversas competencias de motocross y supermoto. Aprilia ha sido particularmente exitosa en las divisiones menores del mundial de motociclismo, y se ha caracterizado por experimentar configuraciones de cilindros inusuales, como el V2 de dos tiempos o el actual V4 de cuatro tiempos.
El 2010 debuta con el modelo RXV450 en la competición rally raid para muchos el rally más duro del mundo el Rally Dakar, obteniendo una destacada participación a manos del gran corredor chileno Francisco "Chaleco" López ocupando el tercer lugar en la general y el primer lugar en la categoría 450cc del Rally Dakar 2010.
En 2019, con motivo del salón milanés EICMA, Aprilia lanzó una nueva generación de motos de media cilindrada, la RS 660 y la Tuono 660, caracterizadas por un nuevo motor bicilíndrico de 659 CC, un chasis derivado de la RSV4 y una electrónica basada en el paquete APRC con plataforma inercial de seis ejes, acelerador electrónico ride-by-wire, varios modos de conducción y un ABS en curvas multimapa.
En algo más de treinta años Aprilia ha escrito páginas de éxito. Un éxito que es ante todo la historia del empeño y de las intuiciones de un hombre evidentemente apasionado por las dos ruedas, el ingeniero Ivano Beggio, que ha sabido crear un mito moderno junto a sus colaboradores. Una organización empresarial objeto de estudio, donde la constante inversión en tecnología, el crecimiento y la valorización profesional de las personas han sido siempre considerados como el mayor valor estratégico.